# 치타 걸스: 원 월드
치타 걸스: 원 월드(The Cheetah Girls: One World)는 2006년 디즈니 채널에 방영된 디즈니 채널 오리지널 무비로, 《치타 걸스 2》의 속편이다.

## 출연

### 주연
- 아드리앤 베일론
- 사브리나 브라이언

### 조연
- 킬리 윌리엄스
- 로산 세스
- 마이클 스티거
- 쿠날 샤르마
- 루팍 긴
- 스미타 하이